# Autokomanda
Autokomanda (en serbe cyrillique : Аутоkоманда) est un quartier de Belgrade, la capitale de la Serbie. Il est situé au tripoint des municipalités de Voždovac, Savski Venac et Vračar. En 2002, il comptait 12 167 habitants (en incluant le sous-quartier de Stadion).

## Localisation

L'échangeur d'Autokomanda

Autokomanda est situé à environ 1,5 kilomètre au sud du centre-ville de Belgrade. Il est entouré par les quartiers de Neimar et de Karađorđev park au nord, Dušanovac à l'est, Voždovac au sud, Stadion et Dedinje à l'ouest.

## Histoire
Pendant la Seconde Guerre mondiale, alors que la Serbie était démantelée et occupée par le Troisième Reich et des régimes satellites, le quartier abritait le camp de concentration de Topovske Šupe, où étaient détenues et assassinées des victimes serbes, juives et roms.

## Caractéristiques
Le trait principal du quartier est la présence d'un important échangeur routier, le seul de la vieille ville avec l'échangeur de Mostar. Il est situé sur l'autoroute A3 (route européenne E70) et a été construit entre 1967 et 1974 ; il est inséré dans le tissu urbain, ce qui a nourri un certain nombre de polémiques[réf. nécessaire]. Il a été reconstruit en 2006 et 2007.
Dans la partie du quartier située dans la municipalité de Voždovac se trouvent les vastes hangars de l'ancien commandement des forces motorisées ; ce commandement a donné son nom au quartier d'auto komanda. Ces installations ont été récemment rénovées. Le secteur est principalement commercial, notamment le long de la Place de la libération (Trg oslobođenja) et du Boulevard de la Libération (Bulevar oslobođenja).
Le stade de l'équipe de football du Partizan et celui de l'équipe de football de l'Étoile rouge (Marakana) sont situés à proximité.
Une statue en bronze du général Louis Franchet d'Espèrey, qui commanda le front de Salonique pendant la Première Guerre mondiale en 1918, a été érigée en 1936 ; c'est une œuvre du sculpteur Risto Stijović. La section routière qui relie l'échangeur de Mostar à celui d'Autokomanda porte le nom officiel de Boulevard Louis Franchet d'Espèrey.